# Alberto di Giussano
Die Alberto di Giussano war ein Leichter Kreuzer der Alberto-di-Giussano-Klasse der Königlich Italienischen Marine. Sie wurde am 13. Dezember 1941 vor Kap Bon (Tunesien) durch eine Gruppe britischer und niederländischer Zerstörer versenkt. Das Schiff wurde nach Alberto da Giussano, einem italienischen Condottiere und Führer des Lombardenbundes, benannt.

## Einsatzgeschichte
Während des Spanischen Bürgerkriegs operierte die Alberto di Giussano im westlichen Mittelmeerraum. Während des Zweiten Weltkriegs war sie der 4. Kreuzerdivision zugeteilt. Sie nahm an der Seeschlacht bei Punta Stilo teil, ohne beschädigt zu werden. Sie versah danach noch mehrere Eskort- und Minenlegemissionen zwischen Italien und Nordafrika.
Die Alberto di Giussano sollte zusammen mit ihrem Schwesterschiff Alberico da Barbiano dringend benötigte Versorgungsgüter nach Tripolis bringen. Beide Schiffe waren überladen und hatten Fässer mit Treibstoff an Deck gestapelt. Als Eskorte wurde ihnen nur die Cigno, ein Torpedoboot der Spica-Klasse, zugeteilt. Am 12. Dezember 1941 verließ der kleine Konvoi Palermo. Am Nachmittag desselben Tages sichtete eine CRDA Cant Z.1007 nahe Algier vier nach Osten laufende Zerstörer. Admiral Antonino Toscano, Kommandeur des Konvois, erhielt am späten Abend eine Warnung über feindliche Schiffe, von Malta kommend.
Die 4th Destroyer Flotilla, bestehend aus Sikh, Maori, Legion und der niederländischen Isaac Sweers unter dem Kommando von Commander G. H. Stokes, sichtete die drei italienischen Schiffe am 13. Dezember 1941 um 02:30 Uhr. Um 02:45 Uhr wurde der Kontakt von einer Vickers Wellington bestätigt. Das Flugzeug wurde auch von Konvoi bemerkt. Im Schutz der Dunkelheit und Radareinsatz gelang es den Zerstörern, die Kreuzer zu überraschen (Seegefecht bei Kap Bon). Die Maori und Isaac Sweers griffen die Alberto di Giussano mit Torpedos und Geschützfeuer an. Das Schiff wurde schnell ausgeschaltet und sank. Gleichzeitig griffen Sikh und Legion die Alberico da Barbiano an. Ein Torpedo traf im Vorschiff, kurz darauf ein weiterer in Höhe der Maschinenraums. Geschützfeuer entzündete den auf dem Deck gelagerten Treibstoff. Ein dritter Torpedo, wahrscheinlich von der Legion, traf das Schiff im Heck. Es kenterte und versank brennend.
Das Wrack der Alberto di Giussano wurde 2007 von der, von Cressi-Sub gesponserten, Expedition Altair gefunden. Es liegt etwa eine Meile von der Küste von Kap Bon entfernt in einer Tiefe zwischen 60 und 70 Metern.

## Kommandanten
- Kapitän Giuseppe Maroni, 7. April 1939 bis 5. Mai 1941
- Kapitän Giovanni Marabotto, 6. Mai 1941 bis 13. Dezember 1941